# Хайян
Хайя́н (кит. упр. 海阳, пиньинь Hǎiyáng) — городской уезд городского округа Яньтай провинции Шаньдун.

## История
В средние века эти места входили в состав уезда Лайян. При империи Мин для защиты побережья от нападений пиратов-вако в 1398 году в этих местах был создан Дасунский караул (кит. 大嵩卫). При империи Цин в 1735 году на основе структур бывшего караула был создан уезд Хайян (海阳县).
В 1950 году был образован Специальный район Вэньдэн (文登专区), и уезд вошёл в его состав. В 1956 году Специальный район Вэньдэн был присоединён к Специальному району Лайян (莱阳专区). В 1958 году город Яньтай и Специальный район Лайян были слиты в Специальный район Яньтай (烟台专区). В 1967 году Специальный район Яньтай был переименован в Округ Яньтай (烟台地区).
В ноябре 1983 года округ Яньтай был преобразован в городской округ Яньтай. В 1996 году уезд Хайян был преобразован в городской уезд.

## Административно-территориальное деление
Городской уезд делится на 4 уличных комитета и 10 посёлков.

## Спорт
Хайян был местом проведения Пляжных Азиатских игр 2012 года.